# Vid Kavtičnik
Vid Kavtičnik (ur. 24 maja 1984 w Slovenj Gradcu) – słoweński piłkarz ręczny, wielokrotny reprezentant kraju. Gra na pozycji prawoskrzydłowego. Obecnie występuje we francuskiej Divison 1, w drużynie Montpellier Handball.

## Kariera
- 1995-2005  RK Velenje
- 2005-2009  THW Kiel
- 2009-2019  Montpellier HB
- 2019-  PAUC D’Aix En Provence

## Sukcesy
- 2003:  puchar Słowenii
- 2001, 2003:  brązowy medal mistrzostw Słowenii
- 2004:  wicemistrzostwo Słowenii
- 2005, 2007, 2008:  superpuchar Niemiec
- 2007:  zwycięstwo w Lidze Mistrzów EHF
- 2007, 2008, 2009:  puchar Niemiec
- 2006, 2007, 2008, 2009:  mistrzostwo Niemiec
- 2010:  mistrzostwo Francji
- 2010:  puchar Francji
- 2010:  puchar Ligi Francuskiej